# Marc Anthony (album)
Marc Anthony è il quarto album in studio del cantante statunitense eponimo, pubblicato il 14 settembre 1999 dall'etichetta discografica Columbia Records.

## Tracce
1. When I Dream at Night – 4:21 (Dan Shea, Robin Thicke)
2. Am I the Only One – 4:24 (Marc Anthony, Walter Afanasieff)
3. I Need to Know – 3:48 (Marc Anthony, Cory Rooney)
4. You Sang to Me – 5:48 (Marc Anthony, Cory Rooney)
5. My Baby You – 3:59 (Marc Anthony, Walter Afanasieff)
6. No One – 4:41 (Marc Anthony, Cory Rooney, Ira Antelis)
7. How Could I – 4:28 (Gordon Chambers, Cory Rooney, Dan Shea)
8. That's Okay – 4:41 (Marc Anthony, Cory Rooney)
9. Don't Let Me Leave – 4:50 (Marc Anthony, Walter Afanasieff)
10. Remember Me – 3:48 (Jonnie Most, Denise Rich)
11. She's Been Good to Me – 4:20 (Rodney Jerkins, Marc Anthony, Corey Rooney, Harvey Mason Jr., LaShawn Daniels, Fred Jerkins III)
12. Love is All – 4:30 (Arnie Roman)
13. Dímelo (I Need to Know) – 3:48 (Marc Anthony, Cory Rooney, Angie Chirino, Roberto Blades)
14. Como Ella Me Quiere a Mí (She's Been Good to Me) – 4:20 (Rodney Jerkins, Marc Anthony, Corey Rooney, Harvey Mason Jr., LaShawn Daniels, Fred Jerkins III, Angie Chirino, Roberto Blades)
15. Da la vuelta – 5:10 (Emilio Estefan, Kike Santander)

## Classifiche

### Classifiche settimanali
| Classifica (1999-00) | Posizione massima |
| -------------------- | ----------------- |
| Austria              | 8                 |
| Belgio (Fiandre)     | 34                |
| Canada               | 8                 |
| Finlandia            | 30                |
| Germania             | 22                |
| Norvegia             | 1                 |
| Nuova Zelanda        | 5                 |
| Paesi Bassi          | 11                |
| Stati Uniti          | 8                 |
| Svezia               | 10                |
| Svizzera             | 9                 |

### Classifiche di fine anno
| Classifica (1999) | Posizione |
| ----------------- | --------- |
| Stati Uniti       | 174       |
| Classifica (2000) | Posizione |
| Austria           | 44        |
| Germania          | 92        |
| Paesi Bassi       | 49        |
| Stati Uniti       | 38        |
| Svizzera          | 50        |